# Maja Lidia Kossakowska

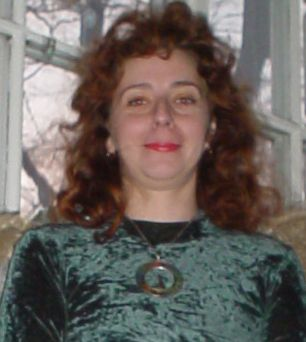
Maja Lidia Kossakowska 2004.

Maja Lidia Kossakowska, född 27 februari 1972 i Warszawa, död 23 maj 2022 i Stare Załubice i Masoviens vojvodskap, var en polsk fantasyförfattare.
Kossakowska studerade arkeologi vid Universitetet i Warszawa.
Hon debuterade 1997 med berättelsen Mucha i tidskriften Fenix. Hennes första roman Siewca Wiatru som utkom 2004 handlar om änglar. Den senaste romanen Ruda sfora utkom 2007.
Hon har blivit nominerad till Janusz A. Zajdel-priset fyra gånger.
Den 23 maj 2022 omkom hon i en brand i sitt hem.